# Pteromalus spilocerus
Pteromalus spilocerus är en stekelart som beskrevs av Dalla Torre 1898. Pteromalus spilocerus ingår i släktet Pteromalus och familjen puppglanssteklar. Inga underarter finns listade i Catalogue of Life.